# Equipo

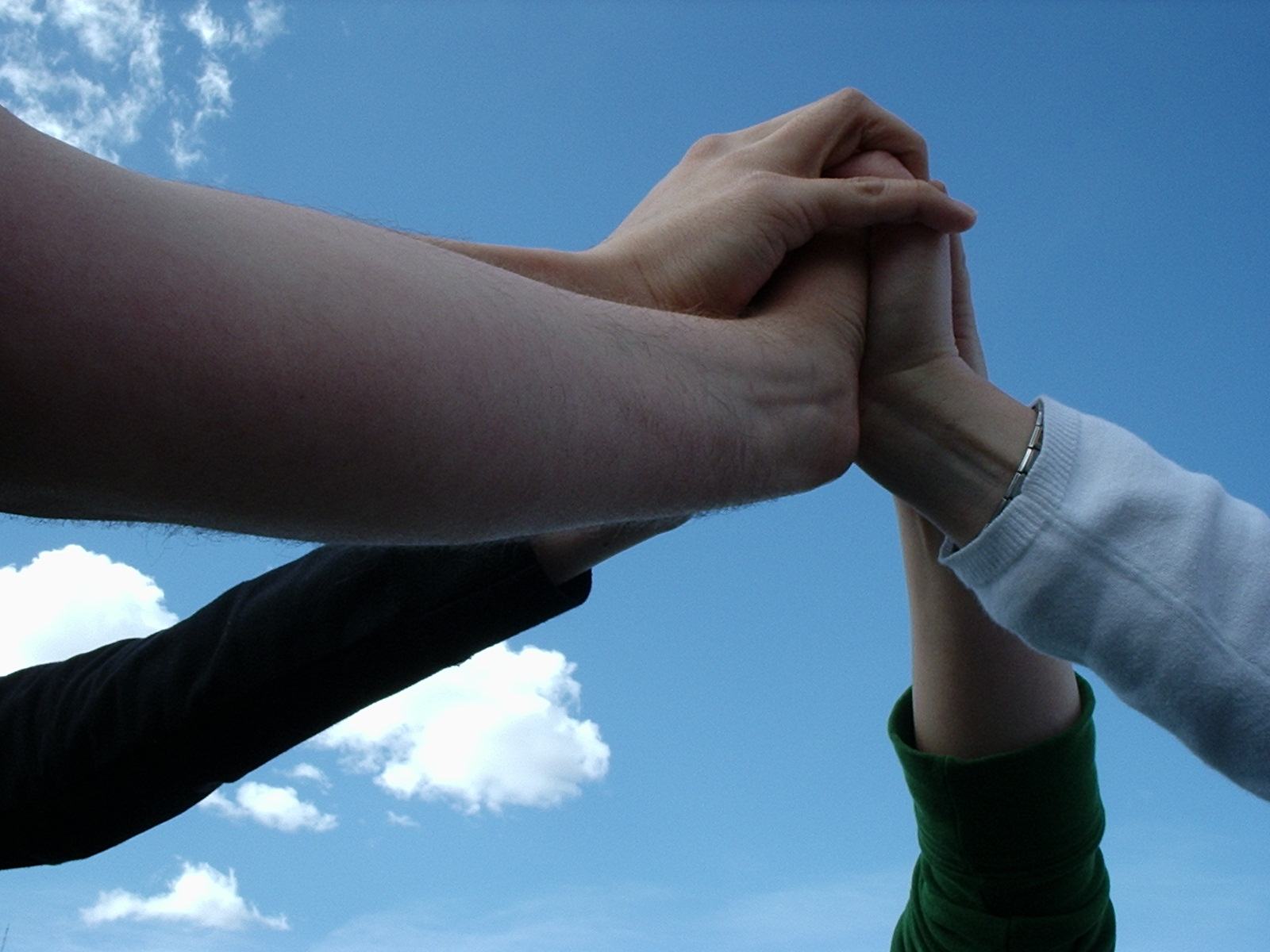
Manos unidas

Un equipo es un grupo de dos o más personas que interactúan, discuten y piensan de forma coordinada y cooperativa, unidas con un objetivo común. Un grupo en sí mismo no necesariamente constituye un equipo. Son muchos los distintos componentes que forman un equipo como el gerente y agentes.
También puede ser un conjunto de personas coordinadas y con una meta a cumplir, beneficiarse.
Así, por ejemplo, los jugadores de un equipo deportivo pueden formarse para practicar su deporte. Ejecutivos de logística de transporte pueden seleccionar los equipos de caballos, perros o bueyes para el objetivo de transportar mercancías, etc.
Los teóricos de negocios a finales del siglo XX popularizaron el concepto de construir equipos. Opiniones diferentes existen sobre la eficacia en el triunfo ("equipo de soccer", "equipo de voleyball' etc.).
- En otra acepción, 'equipo es también el nombre del conjunto de artículos y recursos físicos (ropas u otras cosas) que le sirven a una persona como, por ejemplo, los implementos que utiliza en una operación o actividad (el ajuar de una mujer cuando se casa; cacona el equipo de soldado; etc.).
- Es también el nombre del conjunto de los activos fijos que no incluyen el terreno ni las instalaciones físicas de una compañía. Es la colección de utensilios, instrumentos y aparatos especiales para un fin determinado (por ejemplo, "equipo quirúrgico", "equipo de salvamento", etc.). También recibe el nombre de equipo cada uno de los elementos de dicho conjunto.

Por otra parte, también se le llama equipo:
- A la acción y efecto de equipar.
- A la serie de recursos con que cuenta una persona o un objeto: "Estoy equipado para hacer frente a la situación."
- En informática, al conjunto de aparatos y dispositivos que constituyen el material de un ordenador.[1]